# Pseudacanthocanthopsis bicornutus
Pseudacanthocanthopsis bicornutus – gatunek widłonoga z rodziny Chondracanthidae. Opisał go w 1960 roku japoński zoolog Sueo M. Shiino, nadając mu nazwę Prochondracanthopsis bicornutus.